# ビアリッツ
ビアリッツ（フランス語：Biarritz、ガスコーニュ語：Biàrritz、バスク語：Miarritze）は、フランス南西部、ヌーヴェル＝アキテーヌ地域圏、ピレネー=アトランティック県のコミューン。大西洋岸ビスケー湾に面し、19世紀以来、王族貴族の集うリゾート地として知られた。現在はサーフィンを楽しむ人々もやってくる。フランス領バスクのラブール地方に属し、バイヨンヌやアングレットとともにバイヨンヌ＝アングレット＝ビアリッツ都市圏共同体を形成している。
2019年8月25日から27日にかけて、第45回先進国首脳会議（サミット）が開催された。

## 歴史

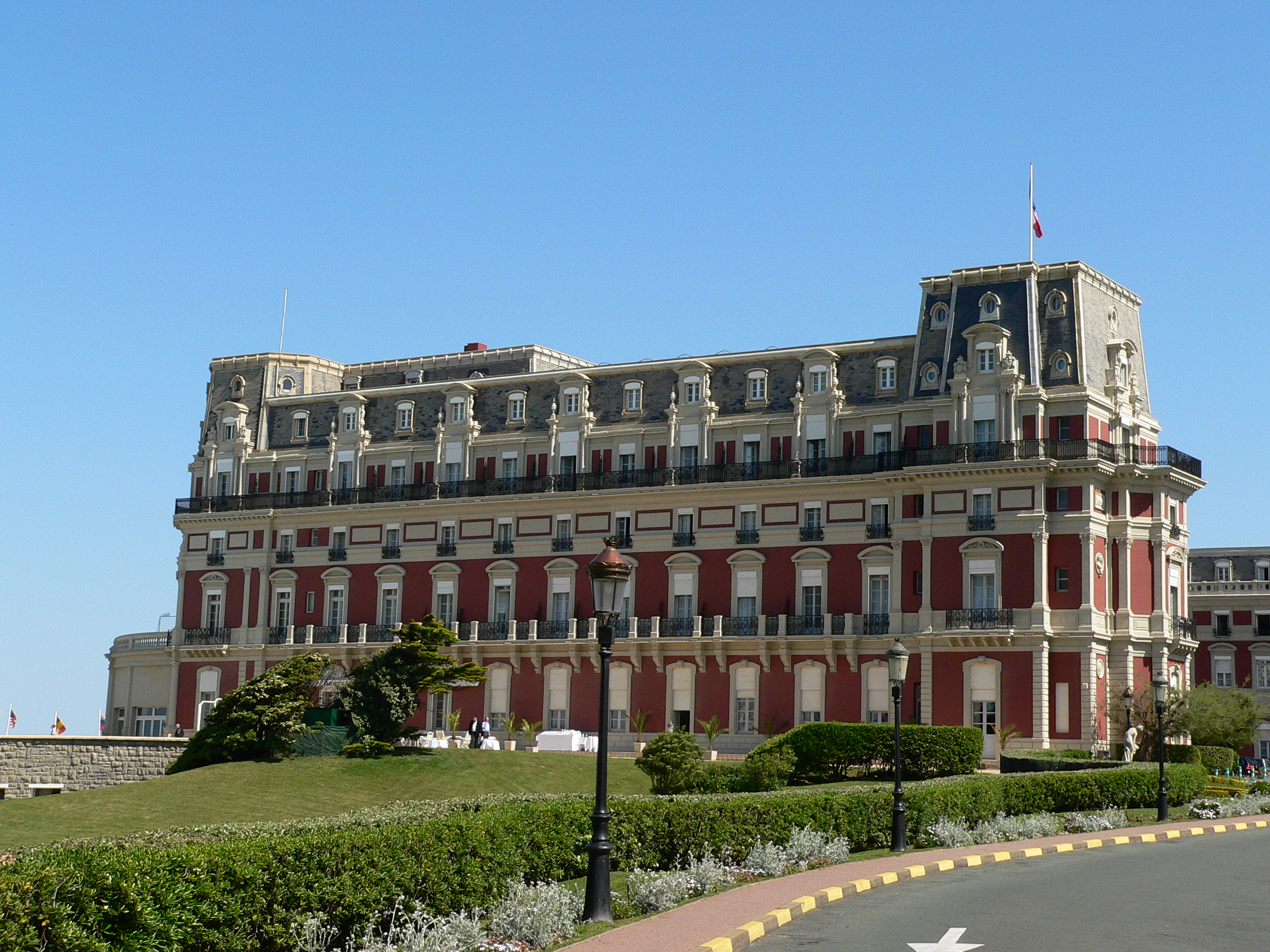
旧ヴィッラ・ウジェニー、現在のオテル・デュ・パレ

12世紀以来、捕鯨を生業とする小さな漁村であった。18世紀から、海に面した環境が良いとして医師が勧めたことから、療養地となった。1854年、皇后ウジェニー・ド・モンティジョが別荘（現在のオテル・デュ・パレ）を建てたことから、にわかに脚光を浴びた。イギリス王家は定期的に休暇に訪れるようになった。イギリス女王ヴィクトリア、イギリス王エドワード7世、スペイン王アルフォンソ13世といった人々が、頻繁にビアリッツを訪問した。
下記のことばがある。
- 「私はビアリッツより魅力的でより素晴らしい場所をおよそ知らない」（ヴィクトル・ユーゴー）
- 「2つの浜辺のどちらをとるか人が躊躇するとき、その片方は常にビアリッツである」（サシャ・ギトリ）

1949年7月29日から8月5日、詩人・映画作家のジャン・コクトーらによって、初めての「作家の映画」の祭典である「呪われた映画祭」が開催された。翌1950年には第2回映画祭が開催され、その後は開催されていない。

## 姉妹都市
ビアリッツは6つの都市と姉妹都市関係を結んでいる。
- オーガスタ、アメリカ合衆国（1992年）
- カスカイス、ポルトガル（1986年）
- イクセル、ベルギー（1958年）
- サラゴサ、スペイン（1977年）
- ヘレス・デ・ラ・フロンテーラ、スペイン（1997年）
- サンタクルーズ、アメリカ合衆国（2022年）[3]

## みどころ
- アジア美術館
- 海洋博物館

## スポーツ
マリンスポーツとラグビーの盛んな街として知られている。波の高さのピークは秋から冬にかけてであるが、年間を通してサーフィンが可能であり、ヨーロッパ各国や世界各地からサーファーが訪れる。
- ビアリッツ・オランピック - 1913年創立のラグビークラブ。TOP14所属で、フランス選手権優勝5度の名門。

- 正教会の教会。ビアリッツへやってくるロシア貴族のため建てられた
- サント＝ウジェニー教会
- アールデコ時代に建てられたカジノ

## 註
1. ↑  https://www.mofa.go.jp/mofaj/ecm/ec/page23_002901.html
2. ↑   Jumelages, Biarritz
3. ↑   Sister Cities Committee, City of Santa Cruz